# 353 f.Kr.

## Händelser

### Efter plats

#### Grekland
- Fokierna hotar Thessalien vid sin norra gräns. Filip II av Makedonien ser detta som en möjlighet att tränga söderut.
- Tyrannen Klearchos av Heraklea, Heraklea Pontica (en grekisk stad vid Svarta havet) blir mördad av några av stadens medborgare, ledda av Chion, efter tolv års regering. De flesta av konspiratörerna blir dödade på fläcken av tyrannens livvakter, medan andra blir infångade och avrättade. Inom kort hamnar staden under den nye tyrannen Satyros (Klearchos bror) styre.

## Avlidna
- Klearchos av Herakleia, tyrann av  Heraklea Pontica (mördad; född omkring 401 f.Kr.)
- Ifikrates, atensk general (född omkring 418 f.Kr.)
- Mausollos, persisk satrap och härskare av Karien (död detta eller nästa år)